# Jennifer Higdon
Jennifer Higdon (New York, 31 dicembre 1962) è una compositrice statunitense.
Ha ricevuto numerosi riconoscimenti, tra cui il Premio Pulitzer per la musica 2010 per il suo Concerto per violino e il Grammy Award 2009 Migliore Composizione Classica Contemporanea per il suo Percussion Concerto.

## Biografia
Jennifer Higdon è nata a Brooklyn, New York. Ha trascorso i primi 10 anni della sua vita ad Atlanta, Georgia, prima di trasferirsi a Seymour, Tennessee. In gran parte autodidatta, ha suonato il flauto nella banda del concerto del suo liceo e le percussioni nelle bande in marcia, ma ascoltò poca musica classica prima degli anni del college. Ha studiato flauto alla Bowling Green State University con Judith Bentley, che la incoraggiò ad esplorare la composizione. Durante il suo periodo a Bowling Green scrisse la sua prima composizione, un pezzo di due minuti per flauto e pianoforte chiamato Night Creatures. Del fatto di suonare nell'orchestra universitaria ha detto: "Poiché sono arrivata alla musica classica in modo molto diverso rispetto maggior parte delle persone, la roba più nuova aveva più appeal per me di quella più antica." Mentre era alla Bowling Green incontrò Robert Spano, che insegnava in un corso di direzione orchestrale e che diventò uno degli esempi della musica della Higdon nella comunità orchestrale americana. Anche se la musica di Higdon è stata eseguita da più di 150 direttori, quelli che hanno lavorato a lungo con lei sono Christoph Eschenbach, Marin Alsop, Leonard Slatkin, e Giancarlo Guerrero. La Higdon conseguì un Artist's Diploma dal Curtis Institute of Music, dove studiò con David Loeb e insegnò al virtuoso Hilary Hahn. Ha poi ottenuto sia un Master of Arts and Doctor of Composition nella composizione presso l'Università della Pennsylvania sotto la guida di George Crumb.
La Higdon Insegna composizione presso il Curtis Institute dove detiene la cattedra Milton L. Rock in Studio della composizione. Ha lavorato come compositore stabile con l'Orchestra Sinfonica di Pittsburgh, la Green Bay Symphony Orchestra, l'Orchestra di Filadelfia e la Fort Worth Symphony. Il suo stile musicale utilizza elementi di tonalità tradizionale e sottolinea combinazioni di colori interessanti. Higdon ha ricevuto commissioni da importanti orchestre, tra cui la Philadelphia Orchestra, la Cleveland Orchestra, la Chicago Symphony, la Atlanta Symphony, la National Symphony, l'Orchestra del Minnesota, la Pittsburgh Symphony, l'Indianapolis Symphony, e la Dallas Symphony. blue cathedral, una poesia monotonale ad un movimento che fa riferimento alla morte di suo fratello di cancro, è rapidamente diventata una delle opere moderne per orchestra più eseguite di un compositore americano vivente. È stato eseguito da più di 400 orchestre dalla sua premiere nel 2000. Le sue opere sono registrate su più di quattro dozzine di CD.
Higdon ha scritto la sua prima opera sulla base del romanzo di Charles Frazier del 1997, Ritorno a Cold Mountain con un libretto di Gene Scheer. Era stata co-commissionata dalla Santa Fe Opera e Opera di Philadelphia e ha debuttato a Santa Fe nel 2015.
La Higdon vive con la moglie Cheryl Lawson a Philadelphia. Si sono conosciute al liceo.

## Estetica
Molti dei pezzi di Jennifer Higdon sono considerati neoromantici e tendono ad usare le scale ottotoniche. Essi mostrano una libertà della forma, intensi cambiamenti dinamici e trame dense. Anche se pezzi di Higdon sono per lo più tonali, qualche atonalità è ancora presente.

## Accoglienza
La musica di Higdon è popolare tra le orchestre e il pubblico e la Lega delle orchestre americane ha recentemente riportato la Higdon come uno dei compositori americani viventi più eseguiti. "La musica di Higdon è agile ed esperta" ha scritto Robert Battey del Washington Post. "Le vivaci ed attraenti opere di Jennifer Higdon l'hanno resa un prodotto bollente, negli ultimi tempi", ha scritto Steve Smith del New York Times. "Jennifer Higdon è nella mia valutazione uno dei più grandi tra i compositori più recenti", ha scritto Steven Ritter di Audiophile Audition. Del suo Concerto per Orchestra, Richard Morrison del The Times (Londra) ha dichiarato che "è raro assistere a un nuovo grande pezzo orchestrale che viene acclamato tanto, come è accaduto per il Concerto per orchestra di Jennifer Higdon, che è stato applaudito per... L'aspetto più impressionante è il brio con cui una grande orchestra è distribuita ... Questo colorata, mutevole panoplia strumentale è senza dubbio uno dei motivi per cui il lavoro fa un'impressione all'istante... il lavoro della Higdon è tradizionalmente radicato, ancora intriso di integrità, di freschezza e un desiderio di divertire. Una miscela promettente. Ancora, per favore."
Tra le valutazioni meno favorevoli, Andrew Clements sul Guardian diede a un CD di musica della Higdon una valutazione minima di una sola stella. Si riferì alla musica come "musica americana contemporanea nella sua forma più vacuo, un miscuglio rumoroso ... sommamente da dimenticare". Tom Service, sempre sul Guardian ha anche criticato il Concerto per Orchestra della Higdon. Ha scritto: "Il problema con un pezzo della Higdon... è che i suoi gesti sgargianti ... funzionano solo come effetti di superficie, senza creare alcun reale slancio strutturale." Allo stesso modo, anche se in una recensione più positiva, Raymond Tuttle ha scritto che "anche se il Concerto per Orchestra non è notevole per il suo contenuto melodico, c'è tanto colore e brillantezza nello scritto della Higdon ... che pochi ascoltatori noteranno, per non parlare della cura del lavoro che non è molto profondo."
Ha ricevuto riconoscimenti dalla Fondazione Guggenheim, l'American Academy of Arts & Letters (due premi), il Pew Fellowship nelle arti, Meet-the-Composer, il National Endowment for the Arts, e ASCAP. Inoltre ha ricevuto sovvenzioni dal Consiglio Pennsylvania sulle Arti. Higdon è stato un compositore in primo piano a festival tra cui Grand Teton, Tanglewood, Vail, Norfolk, Winnipeg e Cabrillo.
Higdon ha ricevuto un Grammy Award nel 2010 per la migliore composizione classica contemporanea per il suo Percussion Concerto.
Higdon ha vinto l'annuale Premio Pulitzer per la musica per il suo Concerto per violino (Lawdon Press), che ha debuttato 6 febbraio 2009, a Indianapolis. La citazione Pulitzer lo ha definito "un pezzo profondamente coinvolgente che unisce il lirismo che scorre con un virtuosismo abbagliante." Era stato commissionato congiuntamente dalla Indianapolis Symphony, Toronto Symphony, Baltimore Symphony e il Curtis Institute of Music.

## Discografia scelta
- Cold Mountain (prima mondiale). Miguel Harth-Bedoya, Nathan Gunn, Isabel Leonard, Jay Hunter Morris, Emily Fons, Robert Pomakov, Santa Fe Opera. Pentatone PTC 5186583 (2016)

## Lista delle composizioni

### Opera
- Cold Mountain: (prima: Santa Fe Opera, 1º agosto 2015)

### Camera
Flute
- Amazing Grace
- Autumn Reflection
- DASH
- The Jeffrey Mode
- Legacy
- Lullaby
- Mountain Songs
- Music Box of Light
- rapid.fire (for solo flute)
- running the edgE
- Song (for solo flute)
- Steeley Pause
- Trio Song
- Wedding Hymn

Strumenti misti
- Autumn Music
- Ceremonies
- Ceremonies Suite
- Dark Wood
- Dash
- Music Box of Light
- Piano Trio
- Quiet Art
- Scenes from the Poet's Dreams
- Smash
- Soliloquy
- Sonata for Viola and Piano
- String Poetic
- String Trio
- Summer Shimmers
- Trio Songs
- Trumpet Songs
- wissahickon poeTrees
- Zaka
- Zango Bandango

Clarinet and ensemble
- Celestial Hymns
- DASH
- Light Refracted
- Soliloquy

String quartets
- Amazing Grace
- An Exaltation of Larks
- Impressions
- Sky Quartet
- Southern Harmony
- Voices

Saxophone
- Bop
- Lullaby
- Sax Sonata
- Short Stories

Percussion
- Like Clockwork
- Splendid Wood
- ZONES

Piano and piano ensemble
- Bentley Roses
- Piano Trio
- Scenes from the Poet's Dreams
- Secret & Glass Gardens (for solo piano)
- Summer Shimmers

### Corale
- Deep in the Night (1997)
- O magnum mysterium (2002)
- On the Death of the Righteous (2009)
- A Quiet Moment (1999)
- Santus (2001)
- Sing, Sing (1999)
- The Singing Rooms (2007)
- somewhere i have never travelled, gladly beyond (2006)
- Southern Grace (1998)
- The Singing Art (2004)
- Voice of the Bard (2005)

### Voce
- Bentley Roses
- breaking
- Dooryard Bloom
- Falling
- Hope and Toe Dance
- In Our Quiet
- Lullaby
- Morning Opens
- Notes on Love
- Red
- Threaded
- To Home
- Wedding Hymn

### Orchestra
- All Things Majestic (2011)
- blue cathedral (1999)
- Celebration Fanfare (2003)
- City Scape (2002)
- Concerto 4-3 (2007)
- Concerto for Orchestra (2002)
- Dooryard Bloom (2004)
- Fanfare Ritmico (1999)
- Light (2006)
- Loco (2004)
- Machine (2003)
- Oboe Concerto (2005)
- On a Wire (2010)
- On the Death of the Righteous (2009)
- Percussion Concerto (2005)
- Piano Concerto (2006)
- Shine (1995)
- The Singing Rooms (2007)
- Soliloquy (1989)
- Soprano Sax Concerto (2007)
- Spirit (2006)
- To the Point (2004)
- Trombone Concerto (2005)
- Viola Concerto (2015)
- Violin Concerto (2008) - destinatario del Premio Pulitzer per la musica del 2010, scritto per Hilary Hahn e da lei suonato.
- Wind Shear (2000)

### Orchestra d'archi
- Celebration Fanfare
- "String" from Concerto for Orchestra
- To The Point

### Strumenti a fiato e banda
- Fanfare Ritmico (2002)
- Kelly's Field (2006)
- Concerto per oboe-arrangiato per oboe solista e fiati (2008)
- Percussion Concerto-arrangiato per percussioni e fiati (2009)
- Rhythm Stand (2004)
- Soprano Sax Concerto-arrangiato per solo sax soprano e fiati (2009)